# Cabo Verde en los Juegos Olímpicos de Tokio 2020
Cabo Verde estuvo representado en los Juegos Olímpicos de Tokio 2020 por seis deportistas, tres hombres y tres mujeres, que compitieron en cinco deportes.
Los portadores de la bandera en la ceremonia de apertura fueron el atleta Jordin Andrade y la nadadora Jayla Pina. El equipo olímpico caboverdiano no obtuvo ninguna medalla en estos Juegos.